# Do It All Night (album Curtis Mayfield)
Do It All Night è un album in studio del cantante statunitense Curtis Mayfield, pubblicato nel 1978.

## Tracce
1. Do It All Night (Gil Askey, Curtis Mayfield) – 8:17
2. No Goodbyes (Askey, Mayfield) – 7:40
3. Party, Party (Askey, Mayfield) – 7:54
4. Keeps Me Loving You (Mayfield) – 3:24
5. In Love, In Love, In Love (Mayfield) – 4:20
6. You Are, You Are (Mayfield) – 3:38